# Chris Broderick
Chris Broderick (Lakewood, Colorado, 1970. március 6. –) amerikai gitáros, aki a Jag Panzer, a Nevermore és a Megadeth zenekarokban nyújtott tevékenysége révén ismert.

## Biográfia
Broderick 11 évesen kezdett el érdeklődni a zenélés iránt. Megszállottan gyakorolt, napi 14 órában foglalkozott játéka tökéletesítésével: 5 órán át elektromos gitáron játszott, a következő öt órában akusztikus gitárt ragadott, a maradék kettőben pedig zongorázott és hegedült. Akusztikus gitárjátékát az University of Denver's zeneiskola keretein belül folytatta. Kisebb próbálkozások után 1997-ben került be a Jag Panzer nevű amerikai power metal zenekarba, mint Joey Tafolla utódja.
Játéka négy Jag Panzer lemezen hallható: The Age of Mastery-1998, Thane to the Trone-2000, Mechanized Warfare-2002, Casting the Stones-2004. 2001 és 2003 között kisegített a Nevermoreban is, majd 2006 és 2007 között újra meghívást kapott, mint kisegítő turnégitáros. 2007-ben került a Megadeth soraiba, mint Glen Drover utódja. A 2009-ben megjelent Endgame albumon már az ő játéka hallható.

## Stílus
Chris Broderick mint metalgitáros ismeretes, de emellett otthonosan mozog a jazz világában is, valamint az akusztikus gitár sem idegen tőle. Technikailag nem ismer lehetetlent: arpeggio, tapping, legato, sweep picking, string skipping, tremolókaros bűvészkedések, 8 ujjas tapping technika stb. 7 húros Ibanez gitárokat, ENGL erősítőket és Ernie Ball húrokat használ.

## Diszkográfia
Jag Panzer
- Age of Mastery (1998)
- Thane to the Throne (2000)
- Mechanized Warfare (2001)
- The Era of Kings and Conflict (2002)
- Casting the Stones (2004)

Nevermore
- The Year of the Voyager (2008) (DVD)

Megadeth
- Endgame (2009)
- Rust in Peace Live (2010)
- The Big 4 – Live from Sofia, Bulgaria (2010)
- Th1rt3en (2011)
- Super Collider (2013)
- Countdown to Extinction: Live (2013)